# منتخب الدنمارك لكأس فيد
منتخب الدنمارك لكأس فيد (بالدنماركية: Danmarks Fed Cup-hold)‏ هو ممثل الدنمارك الرسمي في كرة المضرب في كأس فيد.